# 薄核冬青
薄核冬青（学名：Ilex tenuis）为冬青科冬青属的植物，为中国的特有植物。分布在中国大陆的广东等地，生长于海拔900米的地区，见于山地疏林中，目前已由人工引种栽培。